# Mistrzostwa świata juniorów w hokeju na lodzie
Mistrzostwa świata do lat 20 w hokeju na lodzie mężczyzn (inaczej Mistrzostwa świata juniorów w hokeju na lodzie) – międzynarodowy turniej hokeja na lodzie w kategorii juniorów do lat 20, organizowany przez IIHF na przełomie roku, tj. w grudniu i w styczniu, która ma na celu wyłonić najlepszą drużynę świata w tej kategorii wiekowej.
W głównym turnieju rozgrywanym tuż po świętach Bożego Narodzenia uczestniczy 10 drużyn podzielonych na dwie 5-zespołowe grupy, z których trzy czołowe awansują do II rundy, a dwie najgorsze walczą o utrzymanie w elicie w czterodrużynowej grupie.

## Historia
Turniej po raz pierwszy został rozegrany w 1977 r. w Czechosłowacji. Mecze rozgrywane były na dwóch lodowiskach. W Zwoleniu i Bańskiej Bystrzycy wystartowało osiem drużyn (w tym Polska). Historycznym pierwszym zwycięzcą została ekipa ZSRR, która zwyciężyła we wszystkich siedmiu spotkaniach. Polacy zdobyli tylko jeden punkt remisując z USA 2:2 i spadli do grupy B mistrzostw. Dominacja drużyny Związku Radzieckiego trwała aż do rozpadu państwa w 1991 r. W rozegranych do tego momentu 15 imprezach tylko dwa razy radzieccy hokeiści znaleźli się poza podium, a osiem razy zdobyli złoty medal. Po zniknięciu Związku Radzieckiego z mapy świata nastąpiła dominacja drugiego potentata hokeja, czyli Kanady. W kolejnych 16 edycjach zawodnicy „klonowego liścia” tylko raz nie stanęli na podium, dzięki czemu stała się najbardziej utytułowaną reprezentacją tego turnieju. W mistrzostwach świata biorą udział najlepsi zawodnicy danych państw, często mających już za sobą wybór w drafcie NHL. Turniej służy także do wykreowania przyszłych gwiazd hokeja na lodzie, jak np. Wayne Gretzky, Michael Nylander czy Peter Forsberg.

## Edycje
| Rok  | Miasta gospodarze                                  | Złoto     | Srebro         | Brąz           |
| ---- | -------------------------------------------------- | --------- | -------------- | -------------- |
| 1977 | Zwoleń / Bańska Bystrzyca                          | ZSRR      | Kanada         | Czechosłowacja |
| 1978 | Montreal / Quebec                                  | ZSRR      | Szwecja        | Kanada         |
| 1979 | Karlstad                                           | ZSRR      | Czechosłowacja | Szwecja        |
| 1980 | Helsinki                                           | ZSRR      | Finlandia      | Szwecja        |
| 1981 | Füssen                                             | Szwecja   | Finlandia      | ZSRR           |
| 1982 | Rochester / Duluth / Bloomington Winnipeg / Kenora | Kanada    | Czechosłowacja | Finlandia      |
| 1983 | Leningrad                                          | ZSRR      | Czechosłowacja | Kanada         |
| 1984 | Norrköping / Nyköping                              | ZSRR      | Finlandia      | Czechosłowacja |
| 1985 | Helsinki / Turku                                   | Kanada    | Czechosłowacja | ZSRR           |
| 1986 | Hamilton                                           | ZSRR      | Kanada         | USA            |
| 1987 | Pieszczany                                         | Finlandia | Czechosłowacja | Szwecja        |
| 1988 | Moskwa                                             | Kanada    | ZSRR           | Finlandia      |
| 1989 | Anchorage                                          | ZSRR      | Szwecja        | Czechosłowacja |
| 1990 | Helsinki / Turku                                   | Kanada    | ZSRR           | Czechosłowacja |
| 1991 | Saskatoon / Regina                                 | Kanada    | ZSRR           | Czechosłowacja |
| 1992 | Füssen / Kaufbeuren                                | WNP       | Szwecja        | USA            |
| 1993 | Gävle                                              | Kanada    | Szwecja        | Czechosłowacja |
| 1994 | Ostrawa / Frydek-Mistek                            | Kanada    | Szwecja        | Rosja          |
| 1995 | Red Deer / Calgary / Edmonton                      | Kanada    | Rosja          | Szwecja        |
| 1996 | Boston                                             | Kanada    | Szwecja        | Rosja          |
| 1997 | Genewa / Morges                                    | Kanada    | USA            | Rosja          |
| 1998 | Helsinki / Hämeenlinna                             | Finlandia | Rosja          | Szwajcaria     |
| 1999 | Winnipeg / Brandon                                 | Rosja     | Kanada         | Słowacja       |
| 2000 | Skellefteå / Umeå                                  | Czechy    | Rosja          | Kanada         |
| 2001 | Moskwa / Podolsk                                   | Czechy    | Finlandia      | Kanada         |
| 2002 | Pardubice / Hradec Králové                         | Rosja     | Kanada         | Finlandia      |
| 2003 | Halifax / Sydney                                   | Rosja     | Kanada         | Finlandia      |
| 2004 | Helsinki / Hämeenlinna                             | USA       | Kanada         | Finlandia      |
| 2005 | Grand Forks / Thief River Falls                    | Kanada    | Rosja          | Czechy         |
| 2006 | Vancouver / Kelowna / Kamloops                     | Kanada    | Rosja          | Finlandia      |
| 2007 | Mora / Leksand                                     | Kanada    | Rosja          | USA            |
| 2008 | Liberec / Pardubice                                | Kanada    | Szwecja        | Rosja          |
| 2009 | Ottawa                                             | Kanada    | Szwecja        | Rosja          |
| 2010 | Regina / Saskatoon                                 | USA       | Kanada         | Szwecja        |
| 2011 | Buffalo                                            | Rosja     | Kanada         | USA            |
| 2012 | Calgary / Edmonton                                 | Szwecja   | Rosja          | Kanada         |
| 2013 | Ufa                                                | USA       | Szwecja        | Rosja          |
| 2014 | Malmö                                              | Finlandia | Szwecja        | Rosja          |
| 2015 | Toronto / Montreal                                 | Kanada    | Rosja          | Słowacja       |
| 2016 | Helsinki                                           | Finlandia | Rosja          | USA            |
| 2017 | Montreal / Toronto                                 | USA       | Kanada         | Rosja          |
| 2018 | Buffalo / Orchard Park                             | Kanada    | Szwecja        | USA            |
| 2019 | Vancouver / Victoria                               | Finlandia | USA            | Rosja          |
| 2020 | Ostrawa / Trzyniec                                 | Kanada    | Rosja          | Szwecja        |
| 2021 | Edmonton                                           | USA       | Kanada         | Finlandia      |
| 2022 | Edmonton                                           | Kanada    | Finlandia      | Szwecja        |
| 2023 | Halifax / Moncton                                  | Kanada    | Czechy         | USA            |
| 2024 | Göteborg                                           | USA       | Szwecja        | Czechy         |
| 2025 | Ottawa                                             | USA       | Finlandia      | Czechy         |
| 2026 | Minneapolis / Saint Paul                           |           |                |                |
| 2027 | Kanada                                             |           |                |                |
| 2028 | Finlandia                                          |           |                |                |
| 2029 | Kanada                                             |           |                |                |

## Mistrzostwa świata w Polsce
Dotychczas mistrzostwa świata elity w tej kategorii wiekowej nigdy nie odbyły się w Polsce. Jednak 10-krotnie Polacy organizowali mistrzostwa świata niższych dywizji (pierwszej lub drugiej):
- 1991 – MŚ Grupy B w Tychach i Oświęcimiu
- 1992 – MŚ Grupy B w Tychach i Oświęcimiu
- 1996 – MŚ Grupy B w Sosnowcu i Tychach
- 1998 – MŚ Grupy B w Sosnowcu i Tychach
- 2004 – MŚ Dywizji IIA w Sosnowcu
- 2010 – MŚ Dywizji IB w Gdańsku
- 2012 – MŚ Dywizji IB w Tychach
- 2014 – MŚ Dywizji IA w Sanoku
- 2019 – MŚ Dywizji IB w Tychach
- 2023 – MŚ Dywizji IB w Bytomiu

## Najlepiej punktujący
Lista najlepiej punktujących zawodników w każdej edycji:
| Rok  | Zawodnik                           | Punkty | Gole | Asysty |
| ---- | ---------------------------------- | ------ | ---- | ------ |
| 1977 | Dale McCourt                       | 18     | 10   | 8      |
| 1978 | Wayne Gretzky                      | 17     | 8    | 9      |
| 1979 | Władimir Krutow                    | 14     | 8    | 6      |
| 1980 | Władimir Krutow                    | 11     | 7    | 4      |
| 1980 | Dieter Hegen                       | 9      | 8    | 1      |
| 1982 | Raimo Summanen                     | 16     | 7    | 9      |
| 1983 | Vladimír Růžička                   | 20     | 12   | 8      |
| 1984 | Raimo Helminen                     | 24     | 11   | 13     |
| 1985 | Esa Keskinen                       | 20     | 6    | 14     |
| 1986 | Shayne Corson                      | 14     | 7    | 7      |
| 1987 | Ulf Dahlén                         | 15     | 7    | 8      |
| 1988 | Aleksandr Mogilny                  | 18     | 9    | 9      |
| 1989 | Jeremy Roenick                     | 16     | 8    | 8      |
| 1990 | Robert Reichel                     | 21     | 11   | 10     |
| 1991 | Doug Weight                        | 19     | 5    | 14     |
| 1992 | Michael Nylander                   | 17     | 8    | 9      |
| 1993 | Peter Forsberg                     | 31     | 7    | 24     |
| 1994 | Niklas Sundström                   | 11     | 4    | 7      |
| 1995 | Marty Murray                       | 15     | 6    | 9      |
| 1996 | Jarome Iginla                      | 12     | 5    | 7      |
| 1997 | Michael York                       | 10     | 5    | 5      |
| 1998 | Jeff Farkas                        | 10     | 6    | 4      |
| 1999 | Brian Gionta                       | 11     | 6    | 5      |
| 2000 | Henrik Sedin                       | 13     | 4    | 9      |
| 2001 | Pavel Brendl                       | 10     | 4    | 6      |
| 2002 | Mike Cammalleri                    | 11     | 7    | 4      |
| 2003 | Patrik Bärtschi / Igor Grigorienko | 10     | 6    | 4      |
| 2004 | Nigel Dawes                        | 11     | 6    | 5      |
| 2005 | Patrice Bergeron                   | 13     | 5    | 8      |
| 2006 | Phil Kessel                        | 11     | 1    | 10     |
| 2007 | Erik Johnson / Mikko Lehtonen      | 10     | 4    | 6      |
| 2008 | James van Riemsdyk                 | 11     | 5    | 6      |
| 2009 | Cody Hodgson                       | 16     | 5    | 11     |
| 2010 | Derek Stepan                       | 14     | 4    | 10     |
| 2011 | Brayden Schenn                     | 18     | 8    | 10     |
| 2012 | Jewgienij Kuzniecow                | 13     | 6    | 7      |
| 2013 | Ryan Nugent-Hopkins                | 15     | 4    | 11     |
| 2014 | Teuvo Teräväinen                   | 15     | 2    | 13     |
| 2015 | Sam Reinhart                       | 11     | 5    | 6      |
| 2016 | Jesse Puljujärvi                   | 17     | 5    | 12     |
| 2017 | Kiriłł Kaprizow                    | 12     | 9    | 3      |
| 2018 | Casey Mittelstadt                  | 11     | 4    | 7      |
| 2019 | Grigori Denisenko                  | 9      | 4    | 5      |
| 2020 | Samuel Fagemo                      | 8      | 5    | 13     |
| 2021 | Trevor Zegras                      | 7      | 11   | 18     |
| 2022 | Mason McTavish                     | 8      | 9    | 17     |
| 2023 | Connor Bedard                      | 9      | 14   | 23     |
| 2024 | Jiří Kulich                        | 6      | 6    | 12     |
| 2025 | Cole Hutson                        | 3      | 8    | 11     |

## Ciekawostki i rekordy
- Najwięcej medali zdobyła Kanada (35), z czego 20 złotych
- Polacy 6-krotnie uczestniczyli w MŚ Grupy A (1977, 1985, 1987, 1988, 1990, 1997)
- Najwięcej bramek (25) padło w meczu Czechosłowacja – Austria w 1981 r. (21:4). W tym samym meczu najwięcej bramek strzeliła jedna z drużyn
- Najwięcej punktów w klasyfikacji kanadyjskiej ma Szwed Peter Forsberg, który w dwóch edycjach zdobył 42 punkty (10 bramek + 32 asyst)
- Najwięcej meczów rozegrali Niemiec Jochen Hecht i Szwajcar Björn Christen (26)
- Najdłużej czyste konto na bramce miał Szwed Pelle Lindbergh (1000 minut)
- Najwięcej bramek w historii mistrzostw zdobył Rosjanin Pawieł Bure (27 goli)
- Najwięcej asyst zaliczył Peter Forsberg (32)
- Najwięcej minut na ławce kar spędził Rosjanin Aleksandr Switow (109)
- Najwięcej punktów klasyfikacji kanadyjskiej w jednym turnieju zdobył Peter Forsberg (31) w 1993 r.
- Najwięcej goli w jednym turnieju zdobył Markus Näslund (13) w 1993 r.
- Najwięcej minut na ławce kar podczas jednego turnieju spędził Czech Petr Čajánek (68) w 1995 r.
- Najwięcej rzutów karnych w historii obronił Słowak Jaroslav Halák (4), a najwięcej podczas jednego turnieju Kanadyjczyk Justin Pogge
- Najwięcej widzów oglądało mecz finałowy mistrzostw świata w 2009 r. (Kanada – Szwecja, 20 380 osób)[3]